# Richezza de Pologne (v.1140-1185)
Pour les articles homonymes, voir Richezza de Pologne.
Richezza de Pologne (en espagnol : Riquilda de Polonia) ou de Silésie (en polonais : Ryksa śląska), née vers 1140 et morte le 16 juin 1185, était une princesse polonaise de la dynastie Piast, fille de Ladislas II le Banni et d'Agnès de Babenberg. Par ses mariages successifs, elle fut reine de Castille et León de 1152 à 1157, puis comtesse de Provence et comtesse d'Everstein.

## Mariages et descendance
Richezza est la fille de Ladislas II (1105-1159), princeps de Pologne et duc de Silésie, et de son épouse Agnès de Babenberg († 1163), fille du margrave Léopold III d'Autriche. Par sa mère, elle est une cousine de l'empereur Frédéric Barberousse. En 1146, son père fut excommunié par Jakub de Żnin, archevêque de Gniezno, et évincé par ses demi-frères cadets.
Entre octobre et décembre 1152, elle épouse en premières noces Alphonse VII (1105-1157), roi de León et Castille. De ce mariage sont nés deux enfants : 
- Ferdinand (1153-av.1157) ;
- Sancha de Castille (1154/1155-1208), qui en 1174 épousa le roi Alphonse II d'Aragon.

Veuve en 1157, elle quitta le royaume de Castille et se rendit à la cour du comte Raimond-Bérenger IV de Barcelone, père d'Alphonse II d'Aragon.
En 1161, Richezza épouse Raimond-Bérenger II (v.1135–1166), comte de Provence, neveu de Raimond-Bérenger IV de Barcelone. Ils ont une fille :
- Douce II de Provence (v.1162-1172).

Peu après le mariage, Raimond-Bérenger II se rendit avec son oncle à Turin pour obtenir de l'empereur Frédéric Barberousse la confirmation de la possession du comté de Provence, lequel était en droit fief du Saint-Empire. Il mourut au printemps 1166, alors qu'il assiégeait Nice. 
Il est parfois question d'un autre mariage avec Raymond V (1134-1194), comte de Toulouse, mais rien ne permet de le confirmer. Le comte s'était en fait séparé de sa femme Constance de France en 1166 et se tourna vers la dynastie impériale des Hohenstaufen, sans doute avec l'objectif de s'assurer la succession dans la Provence. Néanmoins, l'héritage passe aux mains d'Alphonse II d'Aragon.
En 1167, Richezza épouse Albert II (1135–1197/1202), comte d'Everstein en Saxe, un partisan de Frédéric Barberousse dans le conflit avec le duc Henri le Lion. Avec ce mari, elle a eu plusieurs enfants parmi lesquels :
- Conrad II, comte d'Everstein ;
- Albert III, comte d'Everstein (1170-1217).